# Robert Brennan (Schriftsteller)
Robert Brennan (* 22. Juli 1881 in Wexford; † 13. November 1964 in Dublin) war ein irischer Diplomat, Journalist und Schriftsteller.

## Leben
Brennan arbeitete als Journalist für das Enniscorthy Echo. Er engagierte sich aktiv in lokaler, später auch nationaler Politik und half dabei, die Freiwilligenmiliz in Wexford zu organisieren. Unter anderem war er Quartiermeister der lokalen Brigade. Als solcher führte er 1916 den Osteraufstand in Wexford an und wurde infolgedessen zum Tode verurteilt. Das Urteil wurde jedoch in eine Haftstrafe umgewandelt, und Brennan war kurzzeitig im Dartmoor Prison inhaftiert. Nach seiner Entlassung setzte er seine politischen Aktivitäten fort, was 1917 zur erneuten Verhaftung führte. Im Gefängnis lernte er Éamon de Valera kennen und wurde dessen Anhänger.
Auf de Valeras Wunsch beteiligte sich Brennan an der Gründung der Irish Press. Von 1930 bis 1934 war Brennan ihr Generalmanager. 1934 wurde er Sekretär an der irischen Vertretung in Washington, D.C. 1938 wurde Brennan als Geschäftsträger (a. i.) eingesetzt. Bereits im August desselben Jahres wurde er zum Gesandten ernannt. 1947 kehrte Brennan nach Irland zurück und wurde Director of Broadcasting bei Radio Éireann. 1948 ging er in den Ruhestand.
Brennan widmete sich nun der Schriftstellerei und verfasste eine Vielzahl an Werken. Zu seinen bekanntesten Werken zählen der Roman The Man Who Walked Like a Dancer (1951) und das Theaterstück Good Night Mr. O'Donnell (1951). Brennans Autobiografie Allegiance wurde 1950 veröffentlicht. Viele seiner anderen Werke wurden hingegen nicht veröffentlicht.
Brennan war verheiratet und hatte mehrere Kinder. Die Schriftstellerin Maeve Brennan war seine Tochter.

## Werke (Auswahl)

### Romane
- The False Fingertip (1921) unter dem Pseudonym Selskar Kearney
- The Toledo Dagger (1926)
- Allegiance (1950)
- The Man Who Walked Like a Dancer (1951)
- Ireland Standing Firm & Eamon de Valera: A memoir (2002, posthum)

### Theaterstücke
- The Bystander (1930)
- Good Night Mr. O'Donnell (1951)